# Omsktijd
Omsktijd (OMST) (Russisch: омское время; omskoe vremja) is een tijdzone in Rusland die 6 uur voorloopt op UTC (UTC+6) en 3 uur op Moskoutijd (MSK+3).
Het is de officiële tijd in oblast Omsk en de meeste andere West-Siberische deelgebieden in Rusland (daar wordt het synoniem gebruikt aan Novosibirsktijd). In de winter wordt deze tijdzone ook gebruikt in Oost-Kazachstan en in Kirgizië.

## Geschiedenis
Tot 1991 was Omsktijd een van de twee tijdzones die werden gebruikt in Sovjet Centraal-Azië. Naast oblast Omsk in de Russische SFSR werd het ook gebruikt in de oostelijke twee derde van de Kazachse SSR, in de Kirgizische en Tadzjiekse SSR's en het oostelijk deel van de Oezbeekse SSR. Hieronder vielen de stad Omsk en de hoofdsteden Alma-Ata, (Almaty) Froenze (Bisjkek), Doesjanbe en Tasjkent.
In de twee jaar die volgden op het uiteenvallen van de Sovjet-Unie bleef oblast Omsk het enige deelgebied in Rusland in deze tijdzone. De nieuwe Centraal-Aziatische staten schaften de zomertijd af en Oezbekistan en Tadzjikistan zetten daarnaast hun klokken een uur terug, waardoor ze "westwaarts" opschoven in het tijdzoneschema.
In de jaren negentig van de 20e eeuw en in het begin van de 21e eeuw werden in heel Rusland de klokken afgestemd op Moskoutijd. Tegen 2006 hadden, afgezien van oblast Kemerovo (die in Moskoutijd+4 of Krasnojarsktijd bleef) alle West-Siberische deelgebieden hun klokken teruggezet van Moskoutijd+4 naar Moskoutijd+3, waardoor ze in dezelfde tijdzone als Omsktijd kwamen te liggen:
- onbekend: Altaj
- 1993: oblast Novosibirsk
- 1994: kraj Altaj
- 2002: oblast Tomsk (1 maart)
- 2010: oblast Kemerovo (28 maart)

## Gebruik
Hoewel de standaard-Omsk- en standaard-Novosibirsktijdzones momenteel gelijk zijn, wordt elk van beide namen gebruikt binnen verschillende contexten, die vaak verwarring wekt of zelfs tegenstrijdig is. De term "Omsktijd" wordt voornamelijk gebruikt in Omsk of wanneer de traditionele Moskoutijd+3 zone wordt aangeduid, zoals "Tomsk volgde Novosibirsk naar de Omsktijdzone". De term "Novosibirsktijd" wordt meer gebruikt in de rest van West-Siberië, door het opgelegde Moskou+4 verleden. Verouderde en foute informatie is nog steeds wijdverspreid, zoals de Nieuwjaarsuitzending een uur eerder op televisiekanalen in Barnaoel en Tomsk.

## Grote steden binnen Omsktijd
- Almaty
- Barnaoel
- Bisjkek (winter)
- Kemerovo
- Nur-Sultan
- Novokoeznetsk
- Novosibirsk
- Omsk
- Prokopjevsk
- Tomsk